# Iaroslav Iaropolkovitch
Iaroslav Iaropolkovitch, né dans les années 1070 et mort vers 1102 ou 1103, fut prince de Brest tout en étant le fils du prince de Volhynie et Tourov-Pinsk, Iaropolk de Kiev.

## Biographie
L'année exacte de la naissance de Iaroslav est inconnue bien qu'il soit admis qu'il est peut-être né dans les années 1070.
Vassili Tatichtchev a supposé que Iaropolk, devenu prince de Volhynie, a remis le titre de prince de Loutsk à Iaroslav en 1079. L'historien ukrainien Leontii Voitovytch estime qu'Iaroslav pourrait gouverner  Loutsk jusqu'au congrès de Lioubetch (1097), après quoi toute Volhynie a été donnée à David Igorevitch.
Selon les chroniques, Iaroslav à hérité de Brest bien qu'on ne connaît pas exactement la date. Cela aurait pu se produire après le bannissement de David Igorevitch de Volhynie, soit après sa mort en 1099, il l'aurait pu alors remplacé.
Iaroslav est mentionné pour la première fois dans les chroniques en 1101. Cette année-là, il s'est rebellé contre son oncle, le grand-duc de Kiev Sviatopolk II. En réponse, Sviatopolk est entré en guerre avec Iaroslav l'a capturé, après quoi Iaroslav a été emprisonné à Kiev. Mais à la demande du métropolite et du clergé, Sviatopolk libéra Iaroslav, qui prêta serment de ne pas empiéter sur les biens de son oncle et de vivre toute sa vie à Kiev.
Cependant, le 1er octobre 1101 ou 1102, Iaroslav a rompu son serment et a fui Kyiv, en direction de la Pologne. Mais sur la rivière Nurzec, le prince Iaroslav Svyatopoltchitch l'a rattrapé et capturé, après quoi Iaroslav Iaropolkovitch a de nouveau été emprisonné à Kiev où il est mort. La Chronique des temps passés indique qu'Iaroslav est mort le 11 août 1102 ou 1103, selon d'autres sources, Yaroslav est mort le 20 décembre.
Les chroniques n'indiquent pas si Iaroslav était marié et avait des enfants. Cependant, selon l'historien Alexandre Nazarenko, les fils de Iaroslav Iaropolkovitch seraient Viatcheslav Iaroslavitch prince de Kletsk « traditionnellement considéré comme le fils de Iaroslav Svyatopoltchitch » et Vsevolod, prince de Gorodensky, traditionnellement considéré comme le fils de David Igorevitch. Selon Tatichtchev, Iaroslav a laissé derrière lui un fils, Iouri, qui n'est pas connu d'autres sources.

## Littérature
- Ярослав Ярополкович // Dictionnaire encyclopédique Brockhaus et Efron. — СПб., 1890—1907.
- Л. В. Войтович, Князівські династії Східної Європи (кінець IX — початок XVI ст.): склад, суспільна і політична роль, Історико-генеалогічне дослідження (укр.). — Львів: Інститут українознавства ім. І. Крип’якевича, 2000. — 649 p. —  (ISBN 966-02-1683-1).

- Коган В. М., Домбровский-Шалагин В. И. Князь Рюрик и его потомки: Историко-генеалогический свод. — СПб.: «Паритет», 2004. — 688 с. — 3000 экз. —  (ISBN 5-93437-149-5).
- Назаренко А. В. Городенское княжество и городенские князья в XII веке // Назаренко А. В. Древняя Русь и славяне (Древнейшие государства Восточной Европы, 2007 год) / Ин-т всеобщей истории. — М.: Русский Фонд Содействия Образованию и Науке, 2009. — С. 124—161. —  (ISBN 978-5-91244-009-0).
- Татищев В. Н. История Российская. — М., 1963. — Т. 2. — 350 с.